# Pedro Soares (judoca)
Pedro Nuno de Almeida Soares (Lisboa, 10 de agosto de 1974) é um judoca de Portugal. Desempenha, actualmente, as funções de treinador no Sporting Clube de Portugal. Nesta qualidade, sagrou-se este ano (2011), Campeão Nacional de Equipas (Seniores), em Odivelas.

## Carreira
A sua carreira está recheada de êxitos, tornando-se mais expressivos, se considerarmos o facto de que, à época, o judo português ainda estava longe da qualidade actual: esteve por quatro vezes no pódio em Campeonatos da Europa, conquistando por duas vezes a medalha de prata (vice campeão da Europa) e por outras duas vezes, arrecadou a medalha de bronze. Foi o primeiro judoca português a vencer um Campeonato da Europa de Juniores (1994, em Almada, Portugal). Ganhou duas medalhas de bronze em Campeonatos Mundiais Universitários (1996 e 1998) e, em 1999, conquistou a medalha de ouro nas Universíadas, na categoria de meio pesado (-100 kg). Esteve presente nos Jogos Olímpicos de Verão por duas vezes: (Atlanta, 1996 e Sydney, em 2000). Foi 11 vezes campeão nacional de séniores e 1 vez campeão nacional de Juniores. Conquistou 5 medalhas de ouro, 5 de prata e 7 de bronze em "Taças do Mundo" e "Grand Prix/Slam". Atualmente, é treinador da equipa do Sporting Clube de Portugal, tendo à sua responsabilidade dois grandes atletas internacionais da atualidade: João Pina e Joana Ramos, sendo o primeiro, bicampeão europeu em -73 kg, em 2010 e 2011 e o segundo, vice-campeã da Europa, em -52 kg, (2011).

### Medalhas
- 1994 -Medalha de  ouro, Campeão da Europa - "Campeonato da Europa de Juniores"  ( Portugal Almada)
- 1995 - Medalha de Bronze, "Campeonato da Europa de Séniores" ( Reino Unido, Birmingham)
- 1996 - Medalha de prata, "Campeonato da Europa de Séniores" ( Haia, Países Baixos )